# Let's Scare Jessica to Death
Pour plus de détails, voir Fiche technique et Distribution.
Let's Scare Jessica to Death (traduction  littéraire : Effrayons Jessica à en mourir)  est un film américain d'horreur réalisé par John D. Hancock et sorti en 1971.

## Fiche technique
- Titre original : Let's Scare Jessica to Death
- Réalisation : John D. Hancock
- Scénario : John D. Hancock, Lee Kalcheim
- Musique : Orville Stoeber
- Photographie : Robert M. Baldwin
- Montage : Murray Solomon
- Production : Charles B. Moss Jr.
- Société de production : Paramount Pictures
- Pays d'origine :  États-Unis
- Langue originale : Anglais
- Format : Couleur
- Genre : Horreur
- Durée : 89 minutes
- Date de sortie : 1971

## Distribution
- Zohra Lampert : Jessica
- Barton Heyman : Duncan
- Kevin O'Connor : Woody
- Gretchen Corbett : The Girl
- Alan Manson : Sam Dorker
- Mariclare Costello : Emily